# LaToya Thomas
LaToya Monique Thomas (Greenville, 6 luglio 1981) è un'ex cestista statunitense, professionista nella WNBA.

## Carriera
È stata selezionata dalle Cleveland Rockers al primo giro del Draft WNBA 2003 (1ª scelta assoluta).